# 그르노블 공과대학교
그르노블 공과대학교(프랑스어: Institut polytechnique de Grenoble, 영어: Grenoble Institute of Technology, Grenoble INP)는 프랑스의 기술대학으로, 8개 공학 및 경영 대학으로 구성된 그랑제콜이다. 2년제 준비과정과 21개 연구소, 공과대학원을 포함하고 있으며 2020년부터 그르노블 알프스 대학교 소속 기관이 되었다.